# 남희두
남희두(1997년 3월 28일~)는 대한민국의 아이스하키 선수로 포지션은 수비수이다. 현재 HL 안양과 대한민국 국가대표팀 소속으로 활동하고 있다.

## 클럽 경력
서울특별시에서 태어난 남희두는 어린 시절부터 아이스하키를 했다. 경기초등학교 재학 시절에 캐나다로 건너가 3년 동안 아이스하키를 배우고 귀국했다. 이후 경희중학교, 경기고등학교, 연세대학교에서 수학했다.
2019년 9월 연세대학교 졸업을 앞두고 아시아리그 아이스하키의 HL 안양에 입단했다. 이후 10월 20일에 닛코 아이스벅스와의 경기를 통해 프로 데뷔전을 가졌으며 경기는 2-4로 승리했다.

## 국가대표팀 경력

### 청소년 대표팀
경기고등학교 재학 시절인 2013년 10월 대한민국 U-18 대표팀의 일원으로 발탁되었으며 2014년 3월 영국 덤프리스에서 열린 2014년 세계 U-18 선수권 대회 디비전 II에 참가하여 첫 국제 대회에 출전했다. 대한민국은 리투아니아의 뒤를 이어 2위로 대회를 마쳤다. 이듬해인 2015년 3월에는 에스토니아 탈린에서 열린 2015년 세계 U-18 선수권 대회 디비전 II에 참가했고 남희두는 이 대회에서 에스토니아팀을 상대로 1골을 기록하여 국제 대회 첫 골을 기록했다. 그는 이 대회에서 1골과 어시스트 3개를 기록하여 대표팀의 1위 달성에 기여했다.
연세대 입학을 앞둔 2015년 12월부터 대한민국 U-20 대표팀의 일원으로 활동하기 시작했으며 리투아니아 엘렉트레나이에서 열린 2016년 세계 주니어 선수권 대회 디비전 II A그룹에 참가했다. 대한민국 대표팀은 이 대회에서 5전 전패를 당하면서 디비전 II B그룹으로 강등되었으며 남희두는 이 대회에서 1골과 1어시스트를 기록했다. 이후 2017년 1월 스페인 로그로뇨에서 열린 2017년 세계 주니어 선수권 대회 디비전 II B그룹에 참가했고 이 대회에서 1골 7어시스트를 달성하면서 대표팀의 5전 전승에 기여했다. 대한민국팀은 이 대회에서 1위에 오르면서 다시 디비전 II A그룹으로 복귀했다.

### 성인 대표팀
연세대학교 3학년 때인 2018년 10월에 백지선에 의해 11월 헝가리 부다페스트에서 열리는 2018년 유로 아이스하키 챌린지를 앞두고 대한민국 A대표팀에 처음 발탁되었다. 남희두는 11월 7일 이탈리아와의 유로 아이스하키 챌린지 1차전을 통해 A대표팀 데뷔 경기를 가졌으며 대표팀은 2-5로 패했다. 또한 대한민국팀은 이 대회에서 4전 전패했다.
HL 한라 입단 후인 2019년 12월에 다시 대표팀에 발탁되어 부다페스트에서 열린 2019년 유로 아이스하키 챌린지에 참가했으며 대표팀은 이 대회에서 일본을 꺾고 3위에 올랐다.
2021년 8월에 다시 대한민국 대표팀에 복귀한 남희두는 노르웨이 오슬로에서 열린 2022년 동계 올림픽 참가 예선 대회에 참가했다. 대한민국 대표팀은 3패를 당하며 본선 진출에 실패했다. 이듬해인 2022년 5월에 슬로베니아 류블랴나에서 열린 2022년 세계 선수권 대회 디비전 I A그룹에 참가하면서 선수 경력 처음으로 세계 아이스하키 선수권 대회에 출전했다. 대한민국은 루마니아 대표팀을 상대로 승리하여 4위에 오르면서 디비전 I A그룹에 잔류했다. 
남희두는 2023년 4월에 열린 2023년 세계 선수권 대회 디비전 I A그룹에도 대한민국팀의 일원으로 참가했다. 대한민국은 루마니아와 리투아니아를 상대로 승리하면서 4위에 올랐다. 이듬해인 2024년 2월에는 폴란드 소스노비에츠에서 열린 2026년 동계 올림픽 참가 예선 대회에 참가하였고 에스토니아를 상대로 성인 대표팀 데뷔골을 기록했다. 대한민국팀은 이 대회에서 2승 1패를 기록했고 우크라이나에게 밀려 최종 예선 진출에는 실패했다. 같은 해 4월에는 이탈리아 볼차노에서 열린 2024년 세계 선수권 대회 디비전 I A그룹에 참가했으며 남희두는 어시스트 4개를 기록했으나 대표팀은 1승 4패를 기록하여 디비전 I B그룹으로 강등되었다.

## 개인사
아이스하키 선수 외에 방송인으로도 활동하고 있으며 대학 시절 전 연인인 이나연을 《환승연애2》를 통해 다시 만나 교제 중이다.

## 수상
HL 안양
- 아시아리그 아이스하키(2023-24)